# Dikotomi
Dikotomi (Fra græsk Dikhotomia) betyder at dele en helhed i præcis to dele, som ikke overlapper hinanden.
En dikotomi er med andre ord en særlig indbyrdes todeling af elementer; det vil sige, at intet kan tilhøre de to dele samtidigt, men må tilhøre enten den ene eller den anden del.
De delte elementer er ofte modsatrettede og kan således kaldes modsætninger.
Udtrykket dikotomi anvendes i matematik, biologi, religion, filosofi og sprogvidenskab.